# Развилы (деревня)
Развилы — деревня в Большесосновском районе Пермского края. Входит в состав Тойкинского сельского поселения.

## Географическое положение
Расположена на левом берегу реки Потка, в том месте, где она принимает приток Мельничная, примерно в 6 км к востоку от административного центра поселения, села Тойкино, в 24 км к юго-западу от райцентра, села Большая Соснова.

## Население
| 2010 |
| ---- |
| 119  |

## Улицы[2]
- Боронуха ул.
- Заречная ул.
- Зелёная ул.
- Центральная ул.

## Топографические карты
- Лист карты O-40-85 Петропавловск. Масштаб: 1 : 100 000. Состояние местности на 1983 год. Издание 1984 г.